# Kenneth Kvalheim
Kenneth Kvalheim (5 giugno 1977) è un calciatore norvegese, attaccante dell'Huringen.

## Carriera

### Club
Kvalheim iniziò la carriera con le maglie di Elnesvågen, Bryn, Averøykameratene e Oslo Øst. Con quest'ultima squadra debuttò in 1. divisjon il 14 aprile 2002, schierato titolare nel pareggio per 1-1 sul campo dello Aalesund. Il 26 maggio segnò la prima rete, nella sconfitta per 4-3 contro il Tromsdalen.
Nel corso dell'anno successivo, passò allo Hønefoss. Esordì con questa maglia il 3 agosto 2003, quando segnò anche una doppietta che permise il successo per 2-1 sul Bærum. Al termine del campionato 2004, passò al Notodden. Con 23 reti in 29 incontri, vinse la classifica marcatori del campionato 2007.
Passò poi al Moss, per cui giocò il primo incontro il 6 aprile 2008, quando fu titolare nel pareggio per 1-1 contro il Sandnes Ulf. Il 20 aprile segnò la prima rete, nel 3-1 inflitto al Sandefjord. Totalizzò 21 reti in 30 partite, nello stesso anno.
Nel 2009 passò in prestito al Sogndal, per cui debuttò il 2 agosto, nel pareggio per 2-2 in casa dell'Alta. Il 27 settembre arrivò il primo gol, contribuendo così alla vittoria per 4-3 sul Tromsdalen. A fine anno tornò al Moss e vi rimase per tutto il campionato successivo: la squadra retrocesse però nella Fair Play ligaen ed il contratto dell'attaccante giunse alla naturale scadenza, facendolo ritrovare svincolato.
Il 30 novembre 2010 firmò un contratto con lo Svelvik. Dopo aver militato nello Huringen, passò all'Abildsø.

## Palmarès

### Individuale
- Capocannoniere della 1. divisjon: 1

2007